# Прапор Павловського Посада
Міське поселення Павловський Посад (Московська область Росії) має власну символіку: герб та прапор. Сучасну версію прапора ухвалено 3 травня 2007 року.

## Опис
Прямокутне полотно із співвідношенням ширини до довжини 2:3,розділене у вигляді кута, оберненого донизу на зелену та синю частини. В зеленій частині торкаючись її нижньої частини жовте зображення дзвіниці. По краю блакитної частини жовтий візерунок у вигляді бахроми.